# Музей ретрокомп'ютерів (Маріуполь)
Музей ретрокомп'ютерів — приватний музей в Маріуполі, який створив і яким керує програміст та дизайнер Дмитро Черепанов. Інша назва — музей «Club8bit».

## Рена Саєнко як теоретик музеєзнавства в місті
Ще за життя музейна працівниця Рена Саєнко провела порівняння музейних закладів Маріуполя та географічно близького Таганрога. Вже на 1994 рік Таганрог мав сім різнопрофільних музеїв — краєзнавчий, меморіальний музей циркового артиста Дурова, картинну галерею, літературний музей Чехова, меморіальний будинок-музей письменника, крамничку-лавку колоніальних товарів родини Чехових, музей архітектури та побуту.
Все це у місті, що було вдвічі меншим за чисельність мешканців, ніж Маріуполь. Тоді як в Маріуполі десятиліттями існував лише краєзнавчий музей. Ще на 1994 р. кількість експонатів маріупольського музею дорівнювала 46000, частку яких забрав навіть тодішній Донецьк. Це цілком дозволяло відкрити щонайменше два малих музеї в Маріуполі та розвантажити затісні запасники музею краєзнавчого. До того ж в Маріуполі вистачало старовинних споруд в стилі сецесія (декоративний стиль модерн), що стояли пусткою, без дахів з 1944 року, ніяк не використовувались. Лише наприкінці 1960-х відкрили меморіальний музей комуністичного діяча Жданова, а на початку 1970-х виставковий зал імені А. Куїнджі без музейних фондів. 1989 року в Маріуполі попрацювала комісія головного управління архітектури та містобудування Маріупольського міськвиконкому. Комісія визнала наявність в місті споруд, що мали історичну, художню та архітектурну вартість, адже Маріуполь давно віднесений до переліку історичних міст України. Маріуполь роками вимагав реконструкції історичної частини міста та пристосування її як для житла, так і для зростаючих культурних потреб пролетарського міста. Саме в Маріуполі була заснована одна з перших земських шкіл на півдні України, але музею педагогічного або просвіти ніколи не було навіть в проекті. В Маріуполі народилися або попрацювали видатні українські науковці чи художники (Куїнджі Архип Іванович(1842—1910), Арнаутов Віктор Михайлович (1896—1979), Базилевич Анатолій Дмитрович (1926—2005), але жоден з них не мав ні музею, ні постійної виставки-нагадування в місті про їх творчість на внесок в історію. Пройшов невдовзі розвал Радянського Союзу і всі плани культурного та туристичного розвитку Маріуполя були в черговий раз поховані.
Застигла немузейна крига почала поступово скресати в Маріуполі лише у 2000 роки. Тоді і заснували в місті музей ретрокомп'ютерів, військово-історичний музей, навіть музей поліції. Час невгамовний, безжальний і невпинний. Маріуполь постійно втрачає вартісні історичні споруди, стрімко міняють власний вигляд його історичні вулиці, його історичні споруди перебудовують (нищать деталі фасадів, прибудовують нові помешкання, заміняють історичні, автентичні на нові будівельні матеріали), викидають на смітник історичні побутові речі, місця котрим в окремих музеях архітектури Маріуполя, музею історичного торгового закладу, крихітного меморіального музею Архипа Куїнджі, поки остаточно не поруйнували історичну споруду на вулиці Торговій.

## Музей ретрокомп'ютерів

Давні зразки комп'ютерів Черепанов почав збирати ще 2001 року. Колекція стрімко збільшувалась і вже 2003 року для неї відвели одну кімнату. Цей рік умовно і почали рахувати як рік заснування майбутнього музею. Невдовзі під колекцію комп'ютерів віддали і другу кімнату квартири, а колекція почала заважати буденному життю сина та дружині володаря збірки. Колекцію збирали понад п'ятнадцять років як у самому Маріуполі, так і в інших містах України та Європи. Початково збирали тільки комп'ютери, в тому чисті і рідкісні зразки, котрі недовго виготовляв в самому Маріуполі якийсь кооператив. Так колекція почала стосуватися і історії самого промислового міста. Через роки Черепанов орендував приміщення колишнього буфету одного закладу, що не використовувалось і перевіз туди комп'ютерну колекцію. Одноманітність самого зібрання почали розбивати приладами, що передували комп'ютерам, адже вони перебрали на себе всі їх функції (радіоприймач, створення фото, друкування текстів, перегляд телевізійних програм, електропрогравач вінілових платівок та електрофон, магнітофон). Так у колекції з'явились старенькі радіоприймачі та калькулятори, магнітофони радянської доби, старі аналогові телефони, давні касети і жорсткі диски, картриджі, різноманітні маніпулятори миші (серед них і кумедні ігроманські), перші кишенькові комп'ютери (аналоги сучасних смартфонів), приставки для ігор, котрі так полюбляв колись володар збірки тощо. Зацікавленість у комп'ютерах починалась саме з них (з Мікроші РК 86, Атарі 400, Атарі 800 Х,). Відтак Черепанов облаштував у музеї невеличку ігроманську зону, де дорослі відвідувачі можуть поностальгувати в ігроманському майданчику минувшини (кінця 1980-х початку 1990-х), а новітні відвідувачі подивуватись незграбності важких за вагою пристроїв. Відвідувачів музею «Club8bit» дивує, наприклад, жорсткий диск вагою не менше 25 кг і ємністю 6 Кбайт.

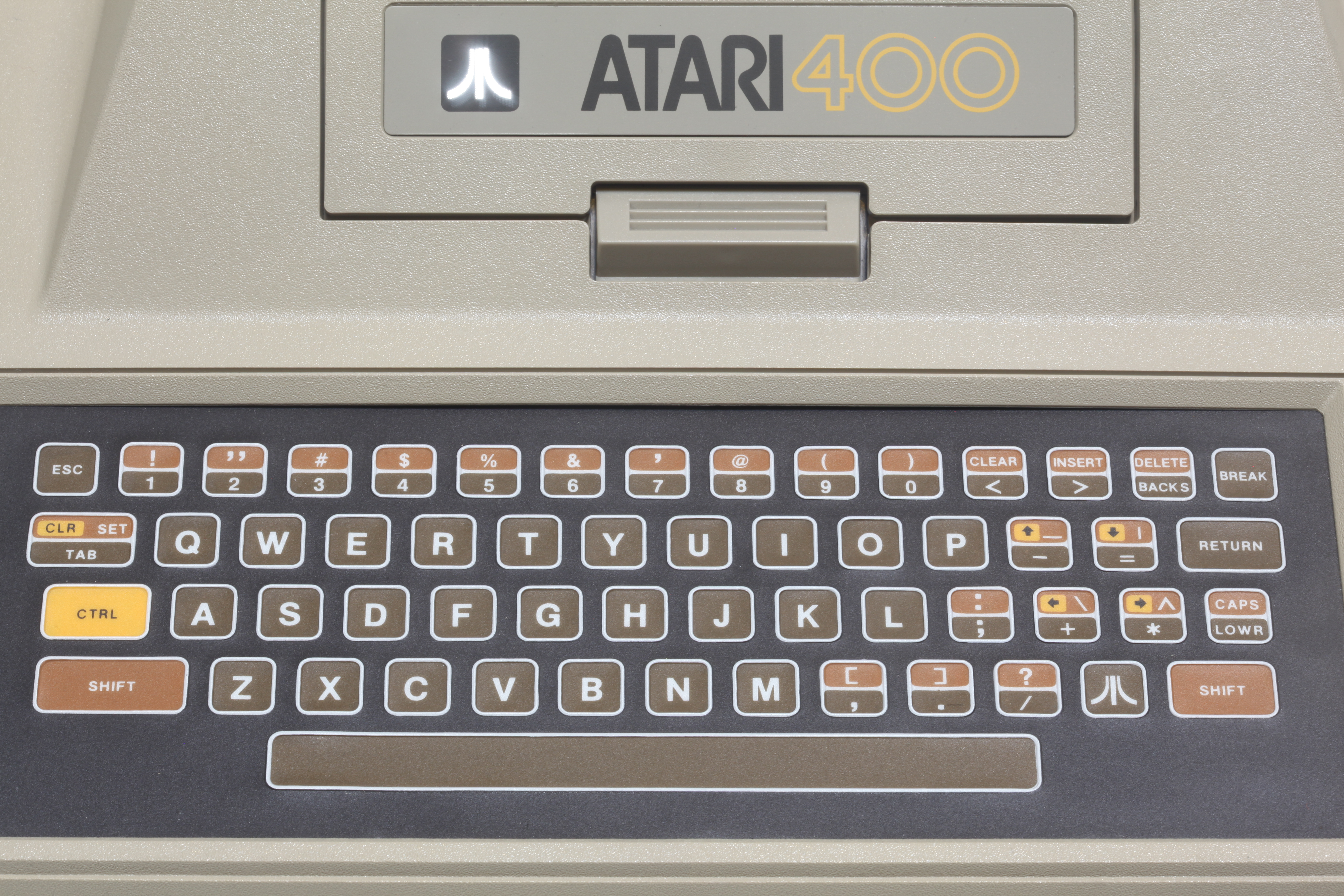
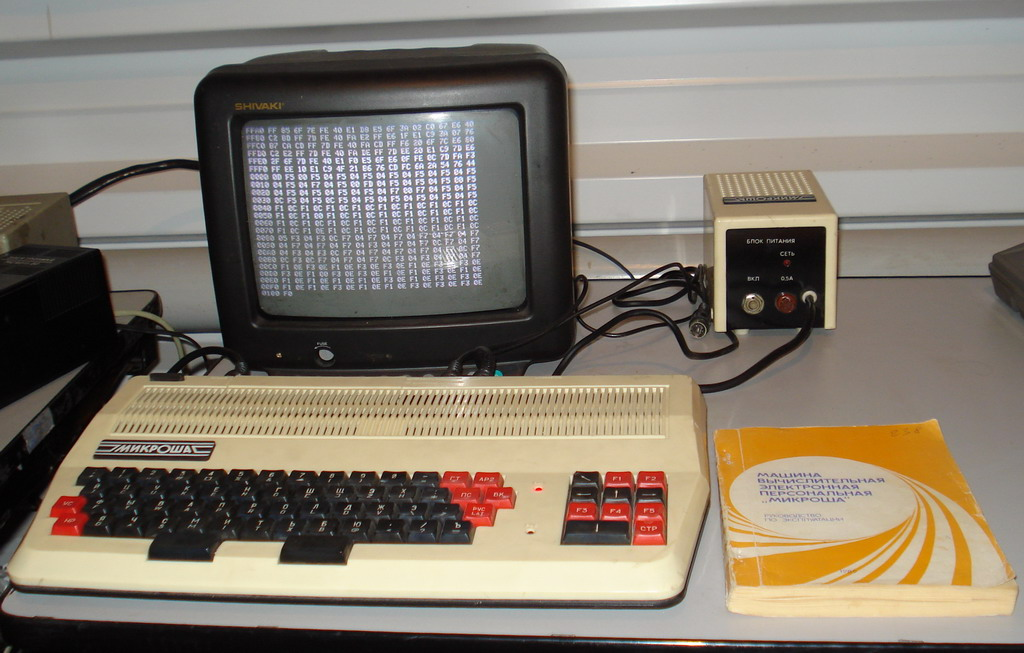
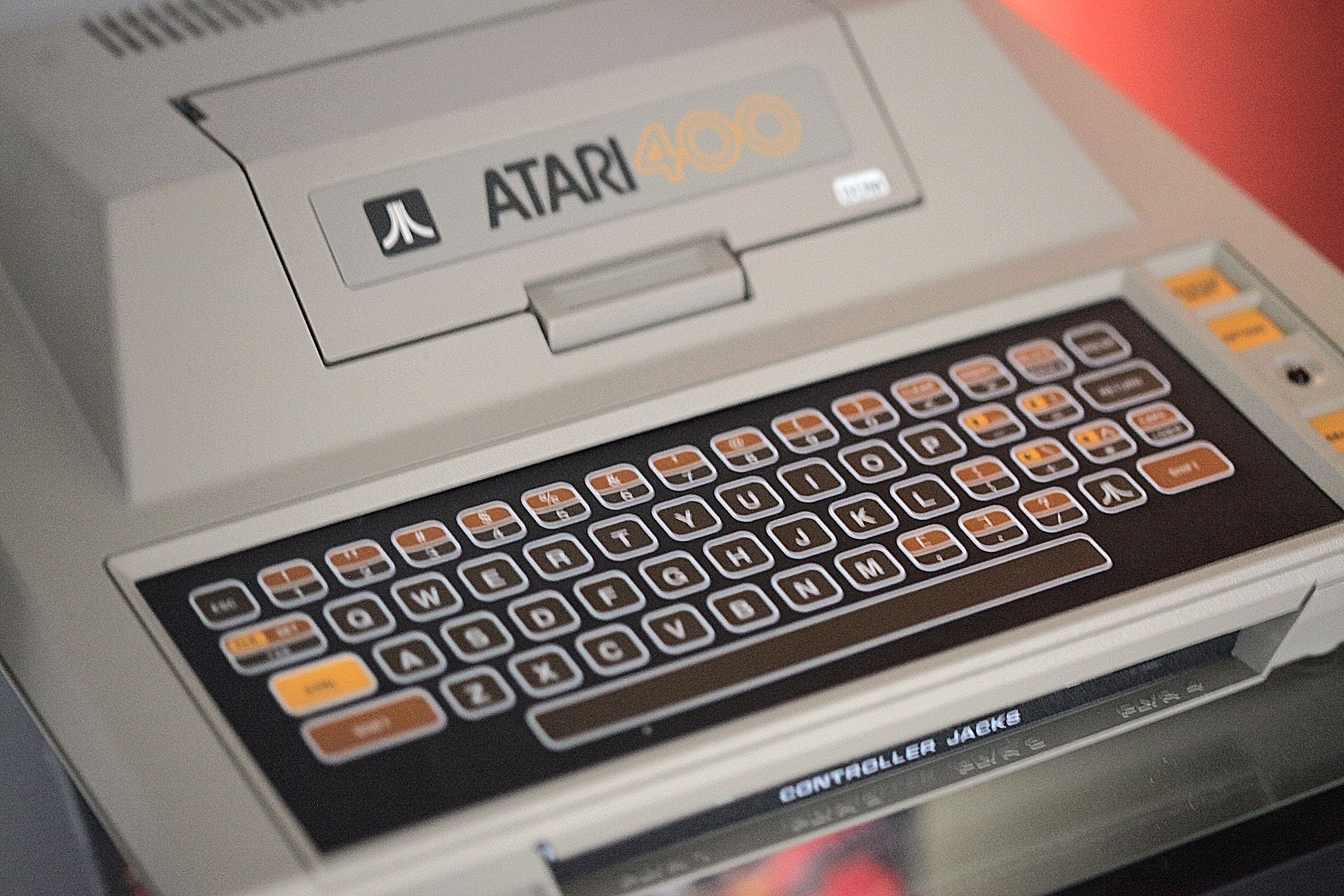
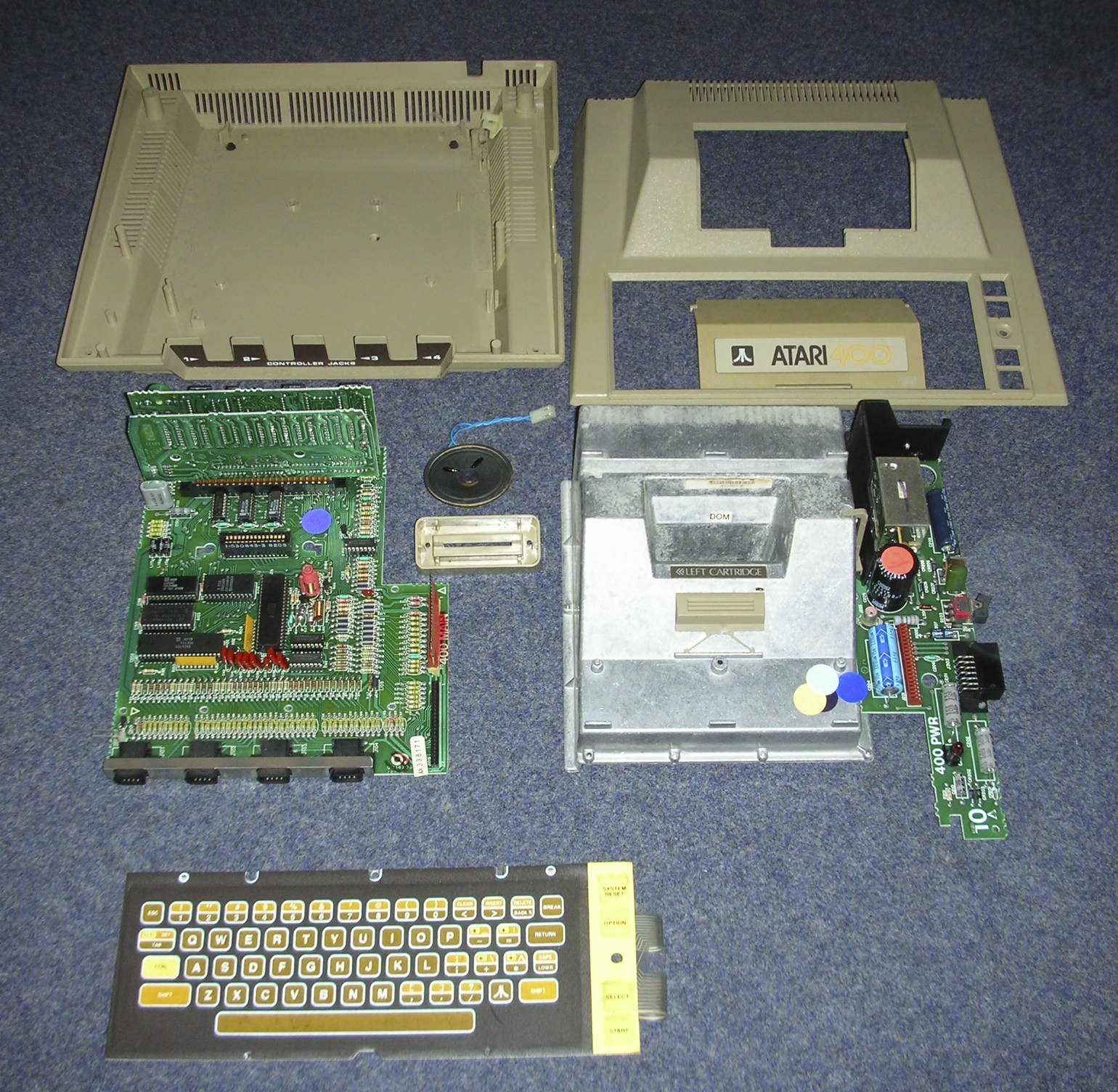
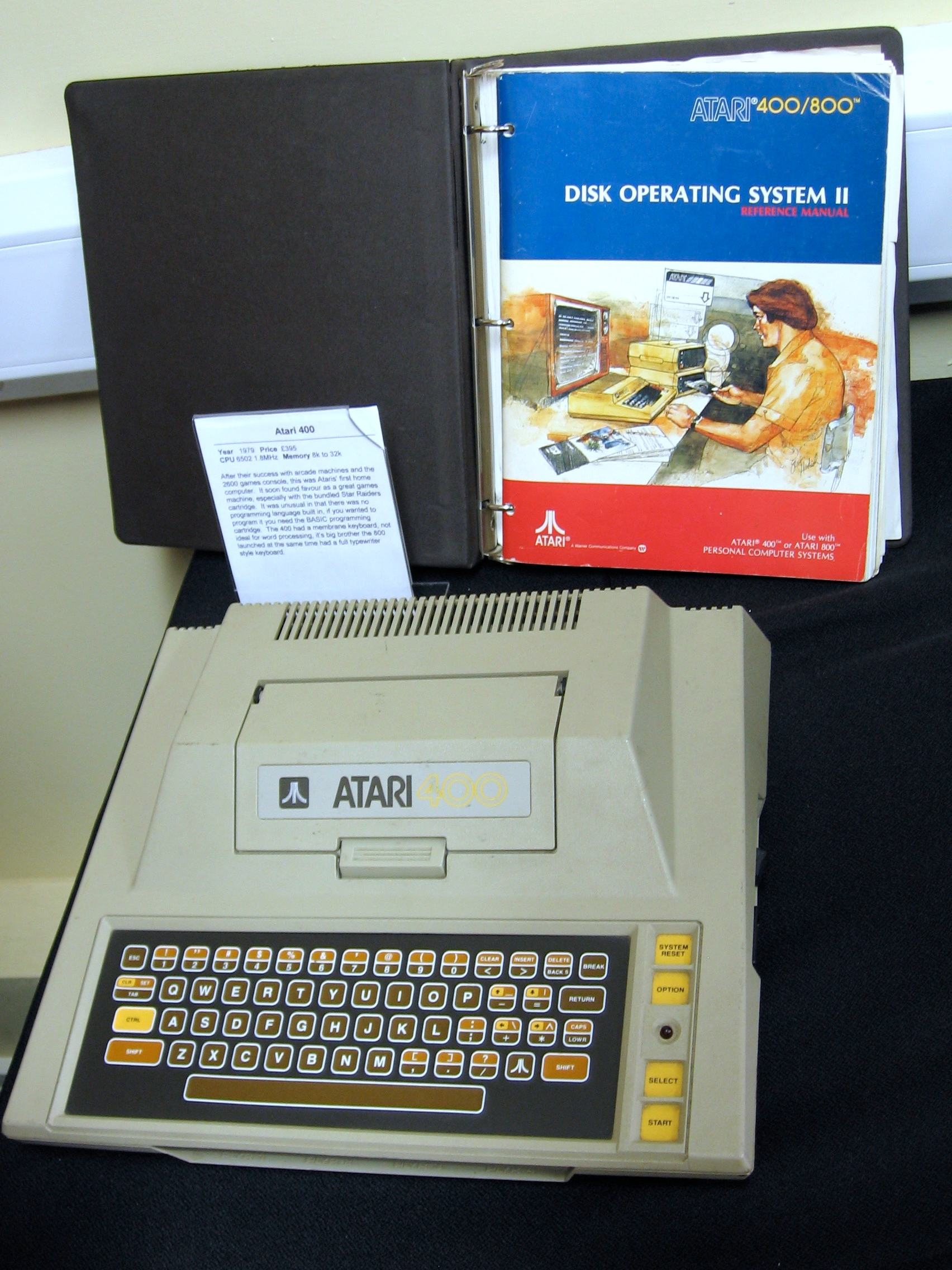
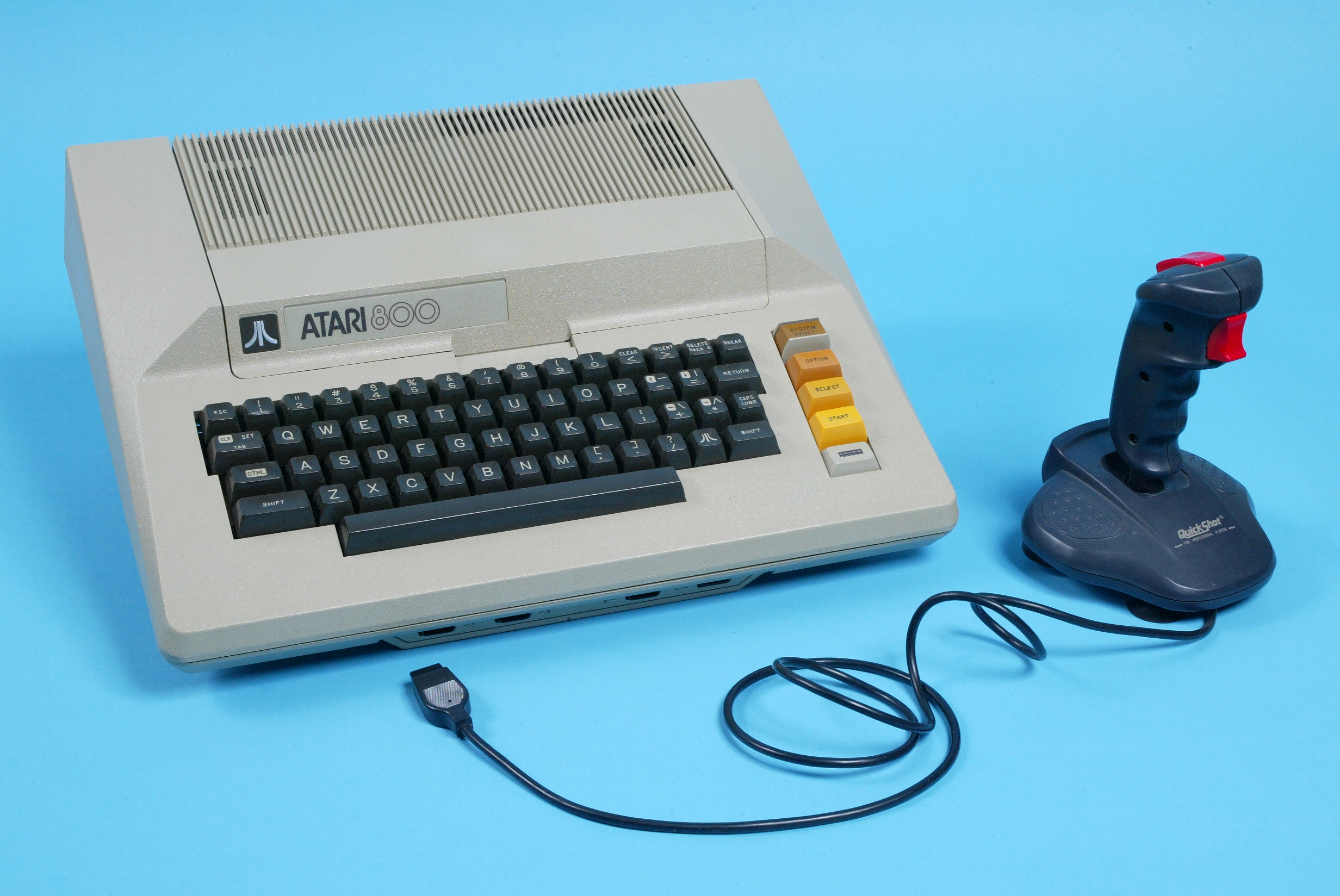
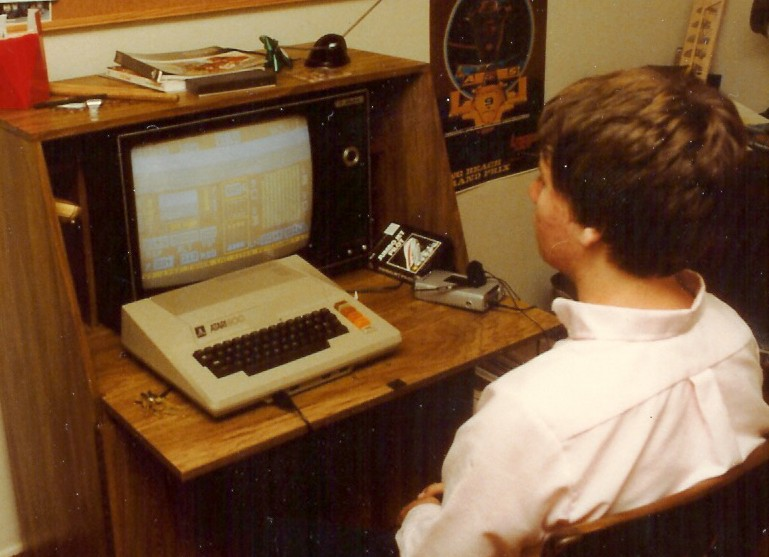

В колекції виставлені зразки від сорокарічної давнини до майже сучасних. Придбання нових експонатів не припиняється. Частка вдячних відвідувачів сама приносить непотрібну їм стару техніку і дарує музею. Один з дарувальників приніс до музею «Club8bit» прилад ще в фабричній упаковці, що пролежав на антресолі декілька років.
Серед майже забутих і колись потужних приладів — «Silicon Graphics» фірми Соні. Володар подбав навіть про справжній аналог телефону з легендарного бойовика 1980-х «Термінатор». Серед нечастих експонатів — радянський комп'ютер «Беста-88», яких у 1988 році було виготовлено всього півтори тисячі, і робоча станція SGI Indy, на котрій в 1990-і створювалася комп'ютерна графіка для фільмів.
В музеї поки що відсутні старі і великі за розмірами ігрові автомати, перші зразки котрих відійшли у минуле.
Музей не має потрібного фондосховища у затісному приміщенні колишнього буфета, тому близько тридцяти відсотків самої колекції вимушено зберігаються в житловій квартирі володаря. Взагалі Дмитро Черепанов виконав завдання музейних закладів Маріуполя, котрі давно самі мали подбати про музей подібного профілю. Але з їх боку поки одна байдужість.

## Галерея старих фото

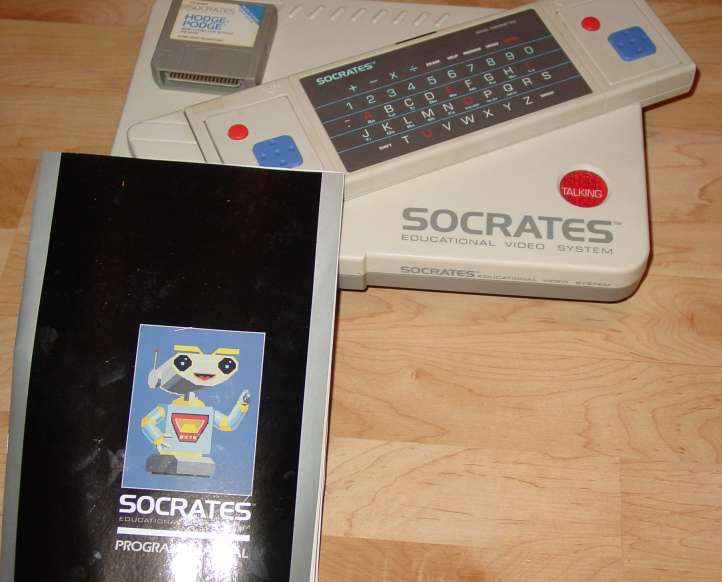
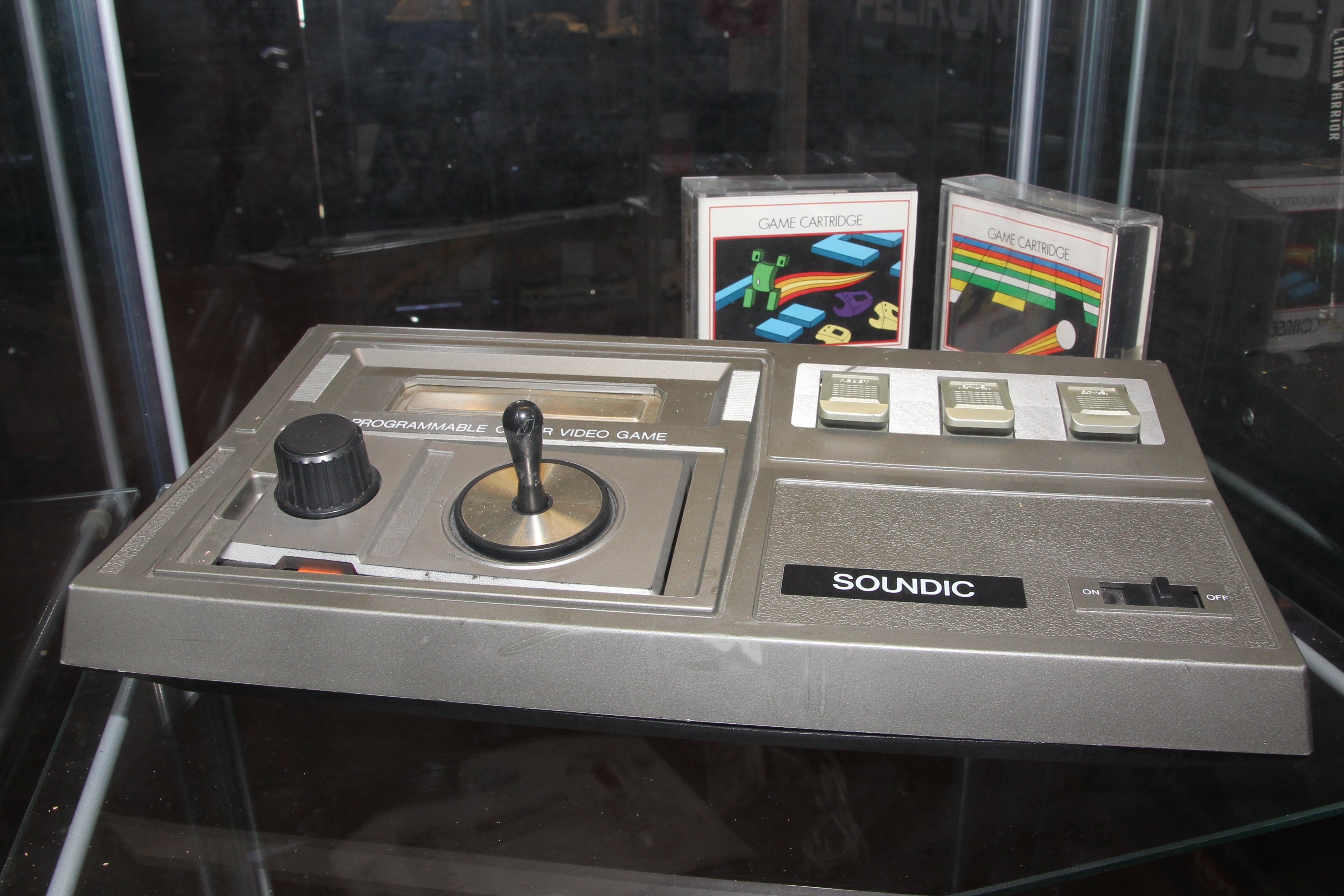
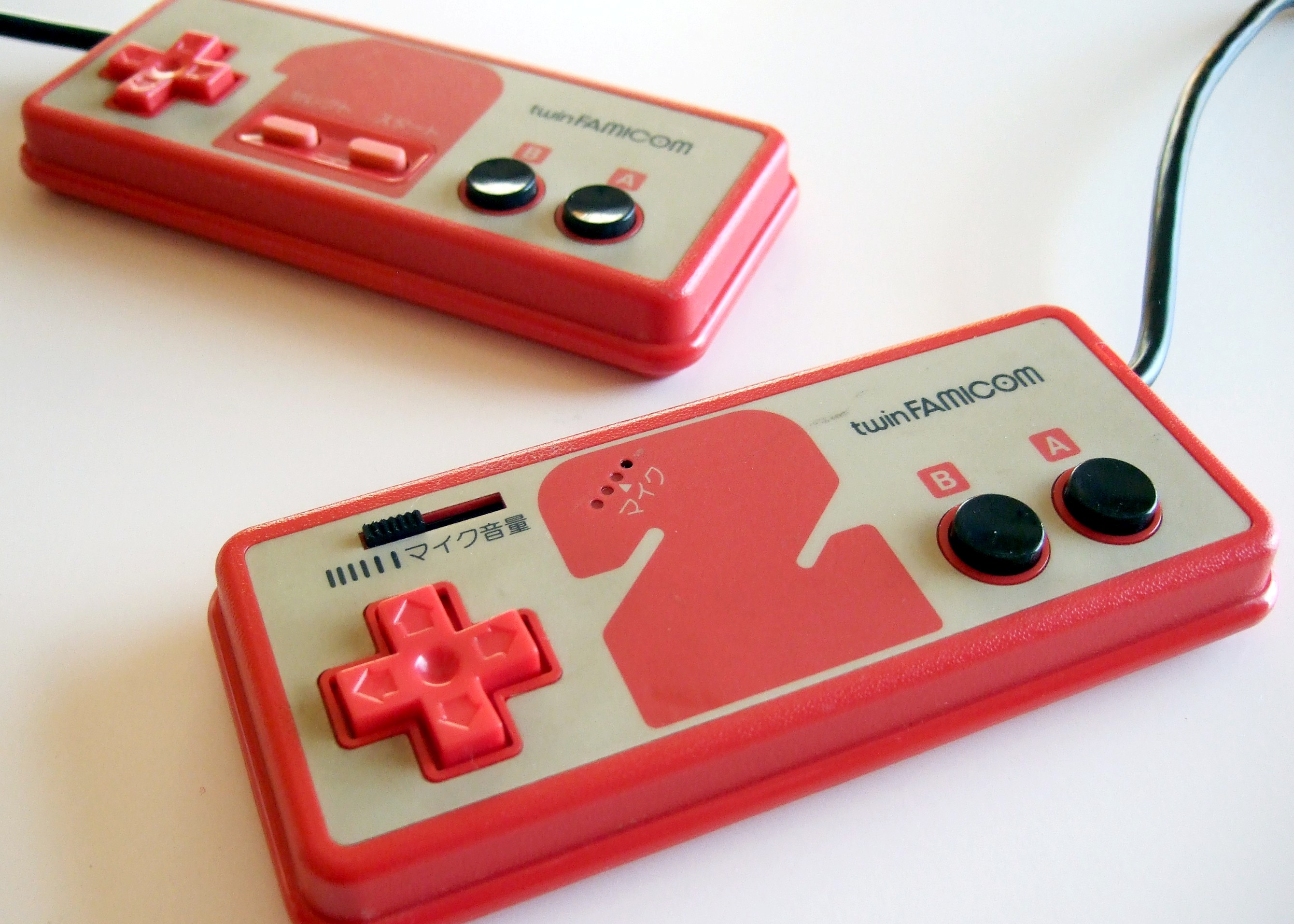
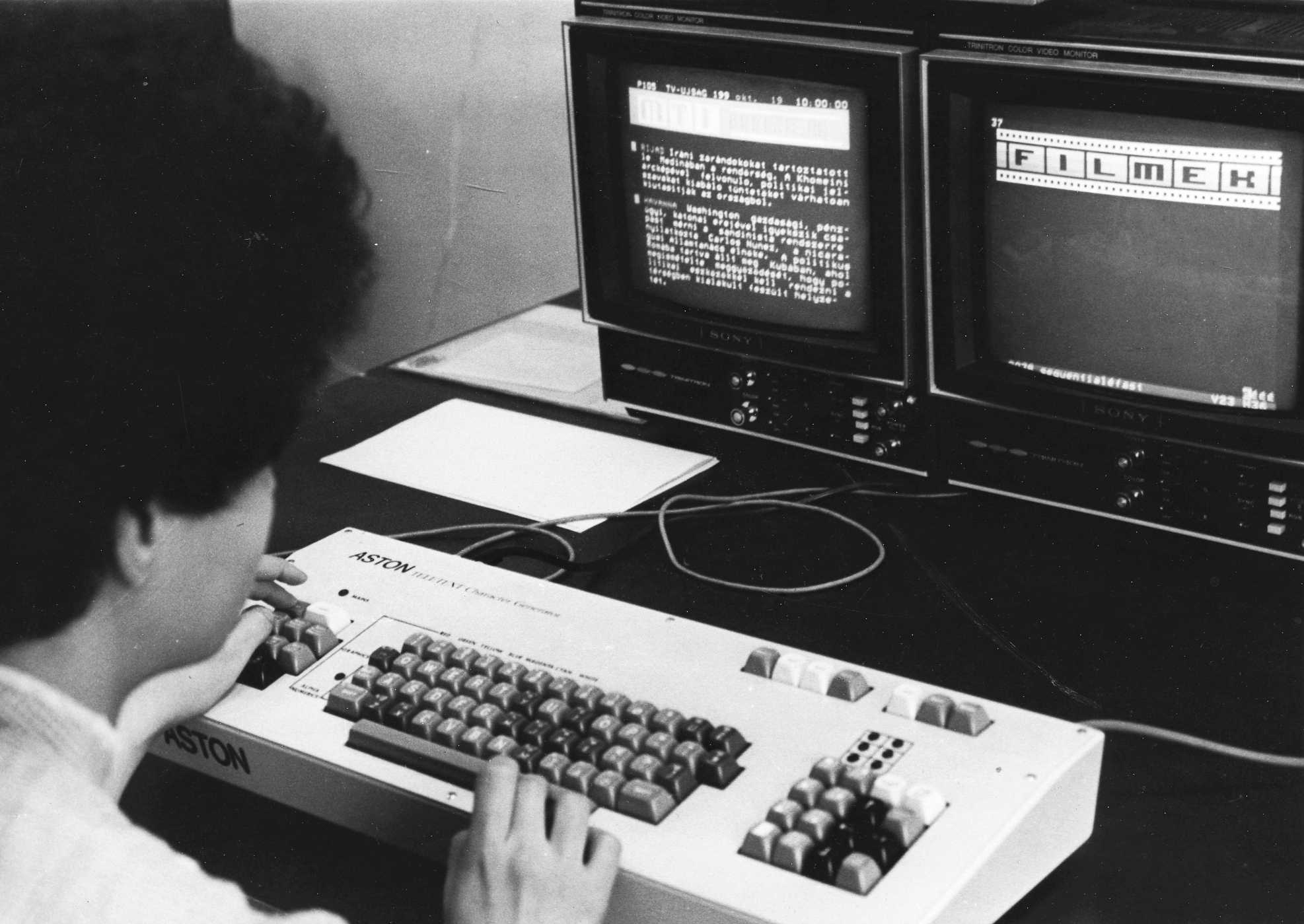
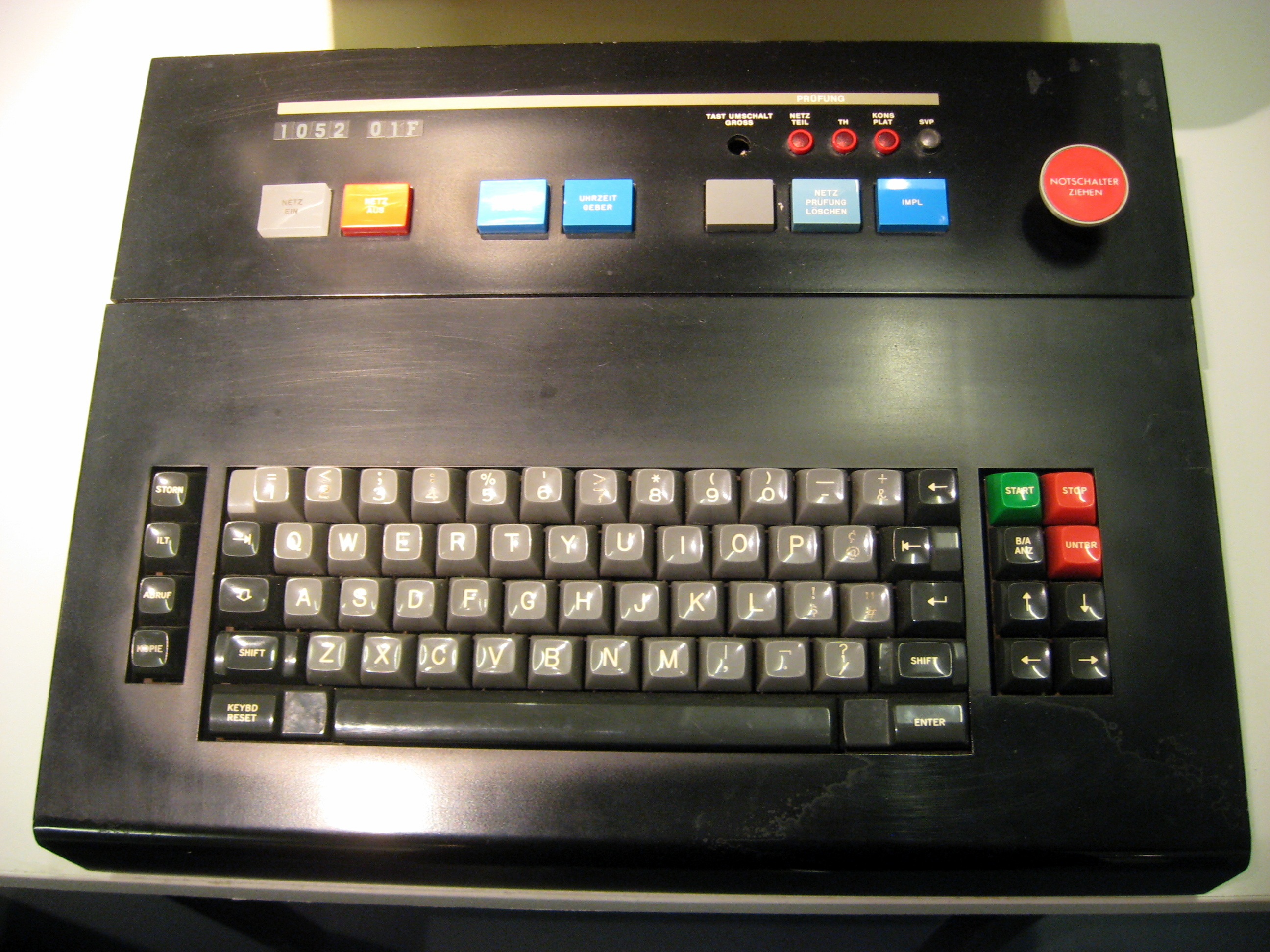
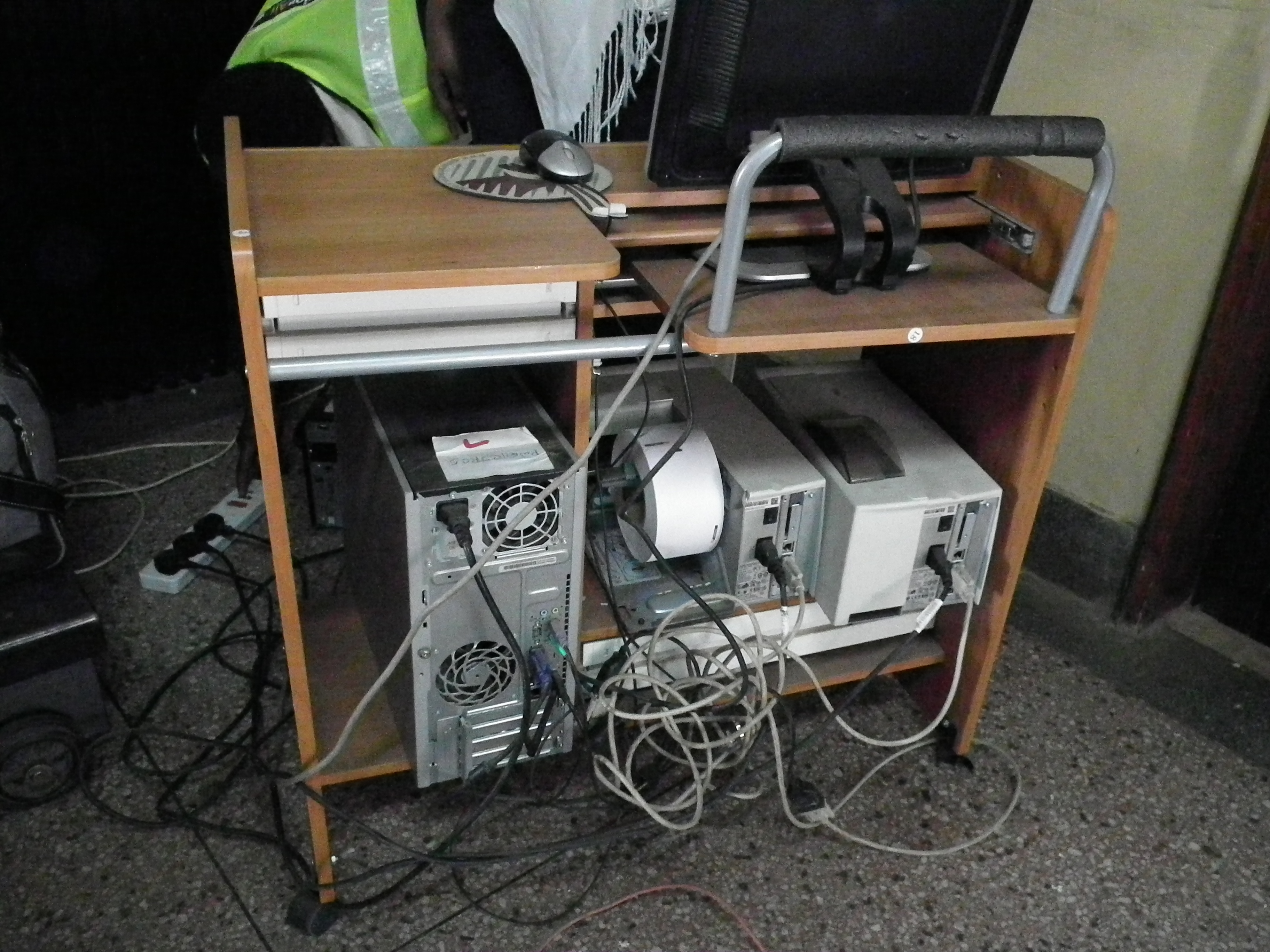
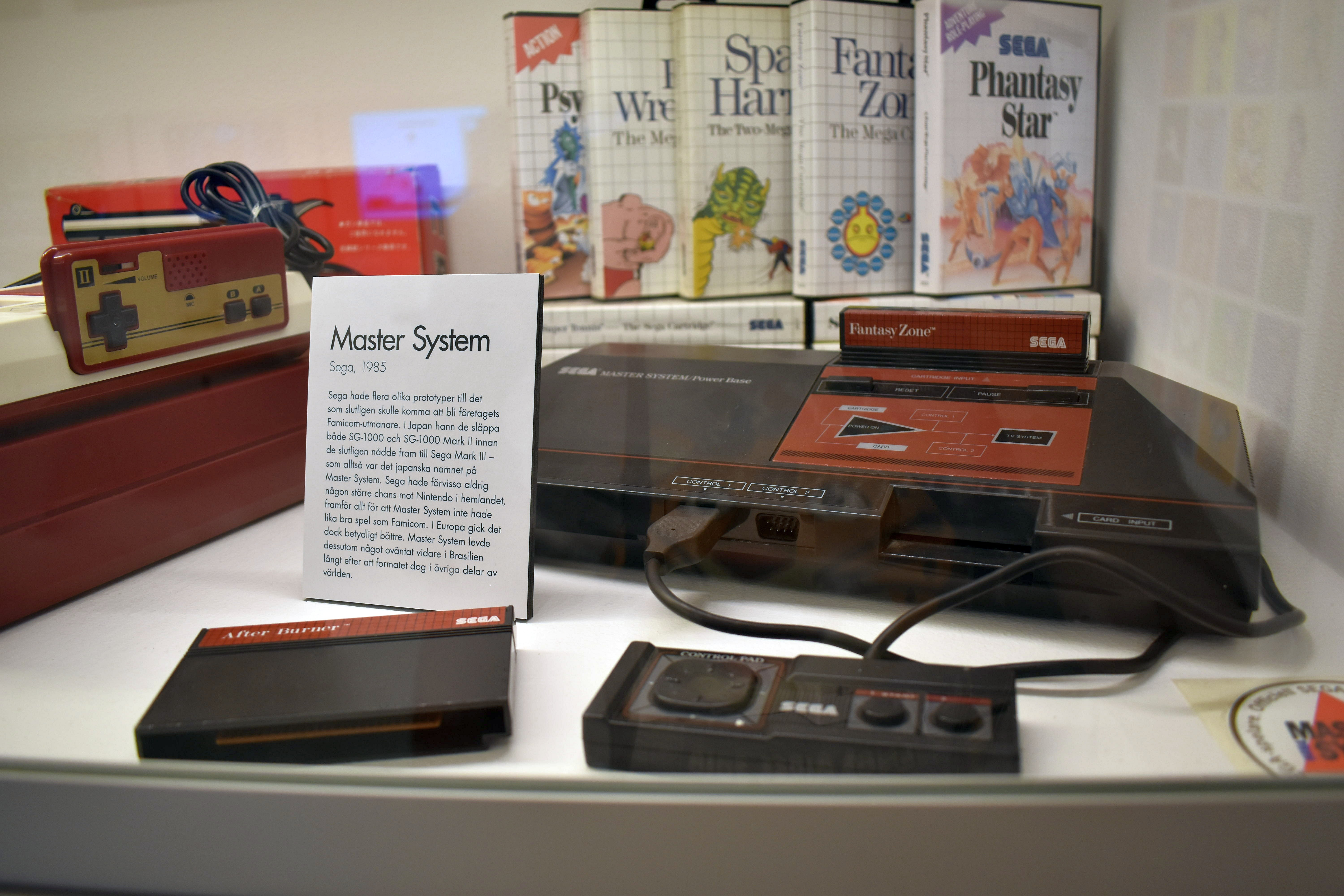
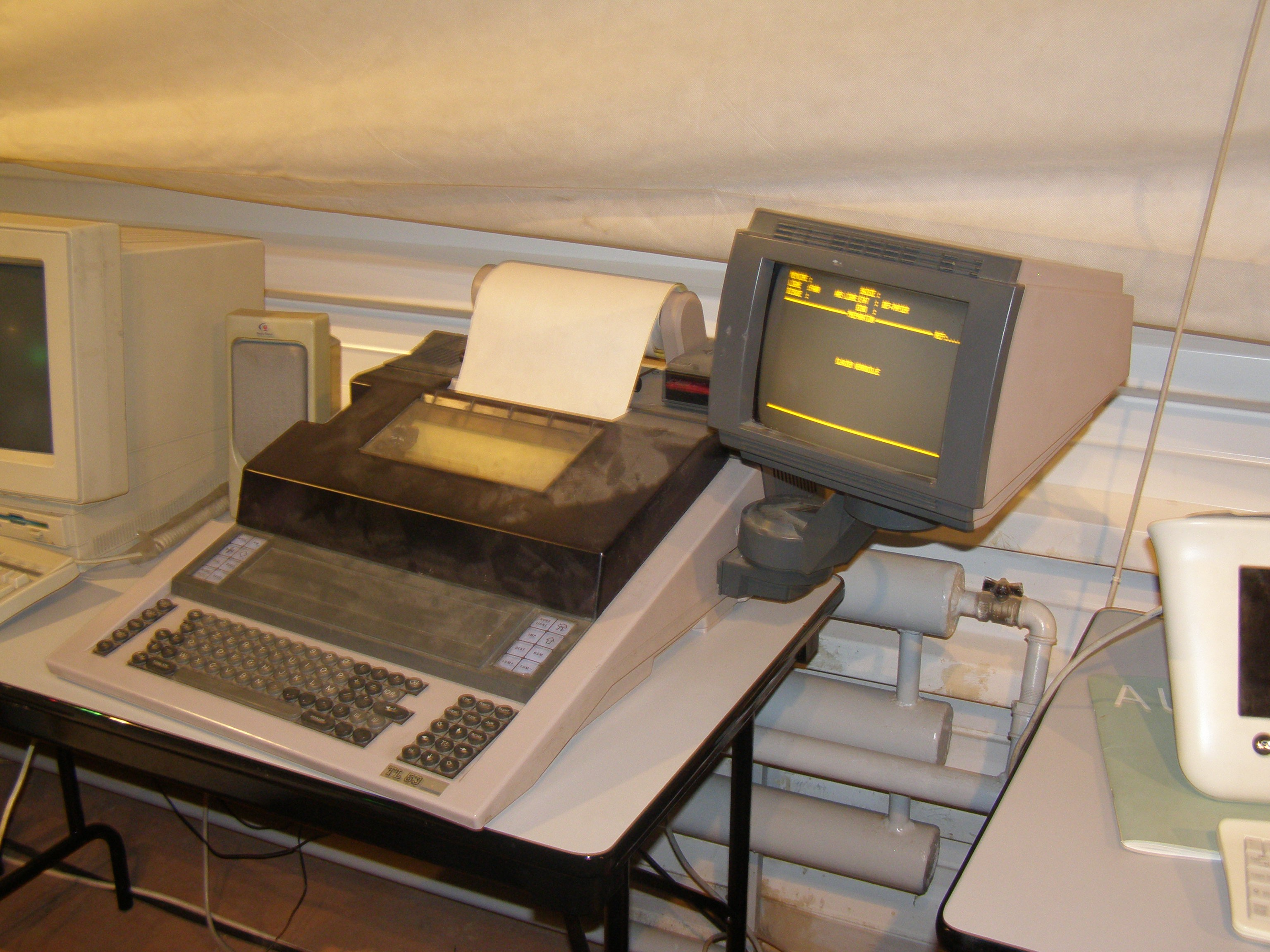
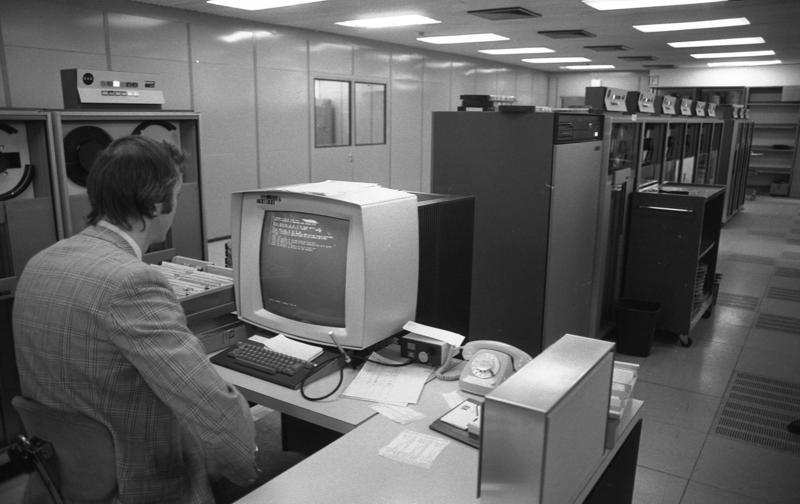
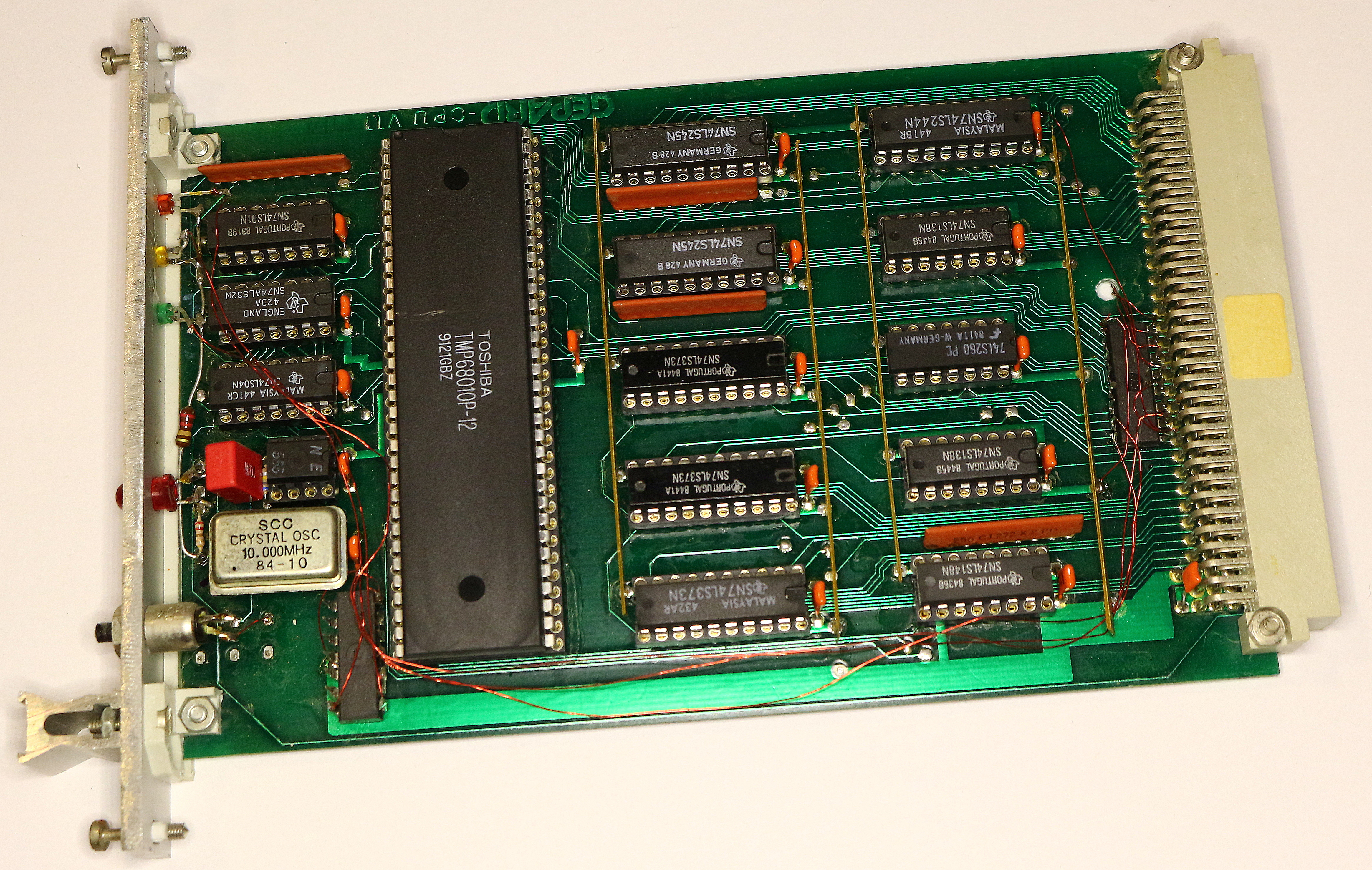
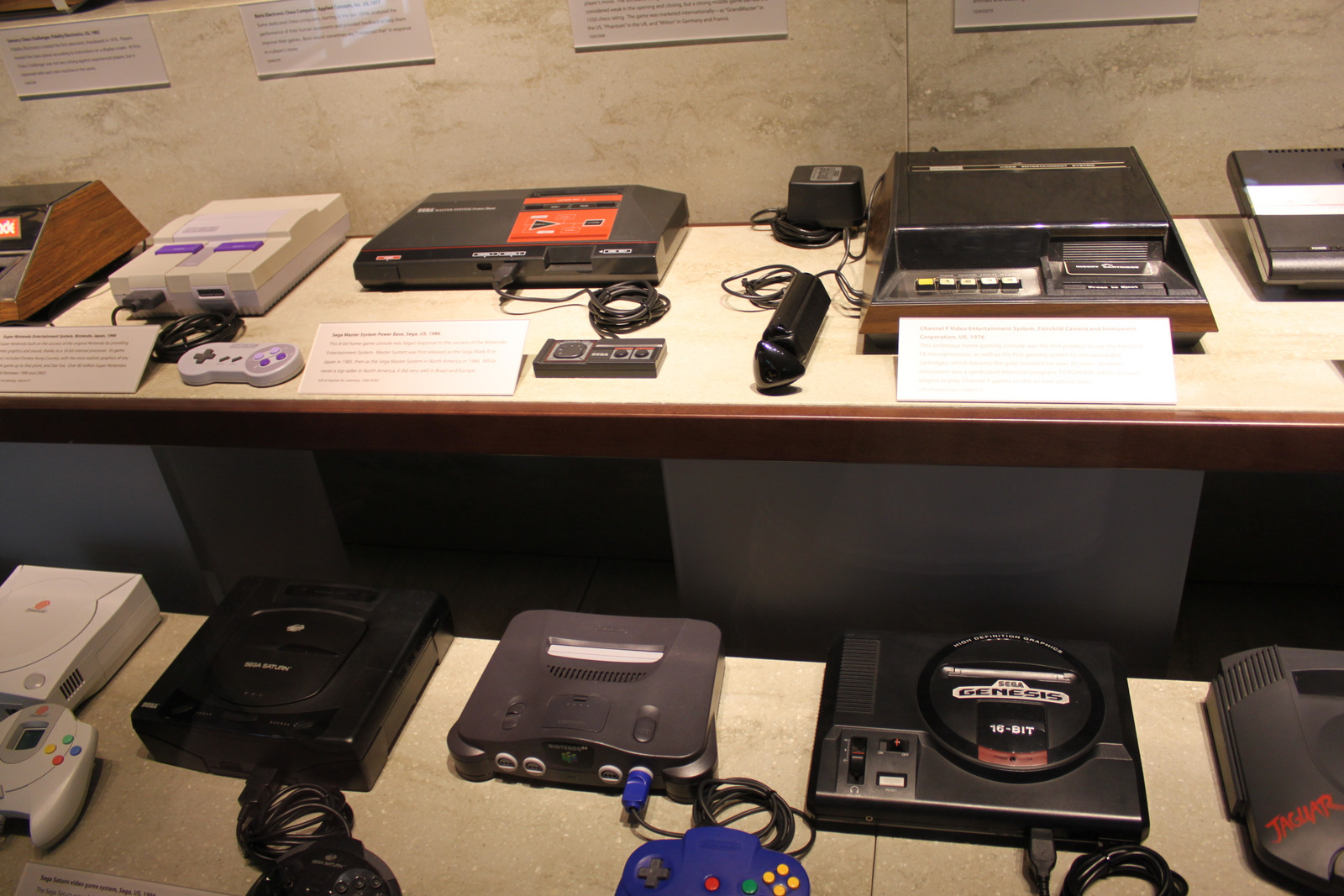
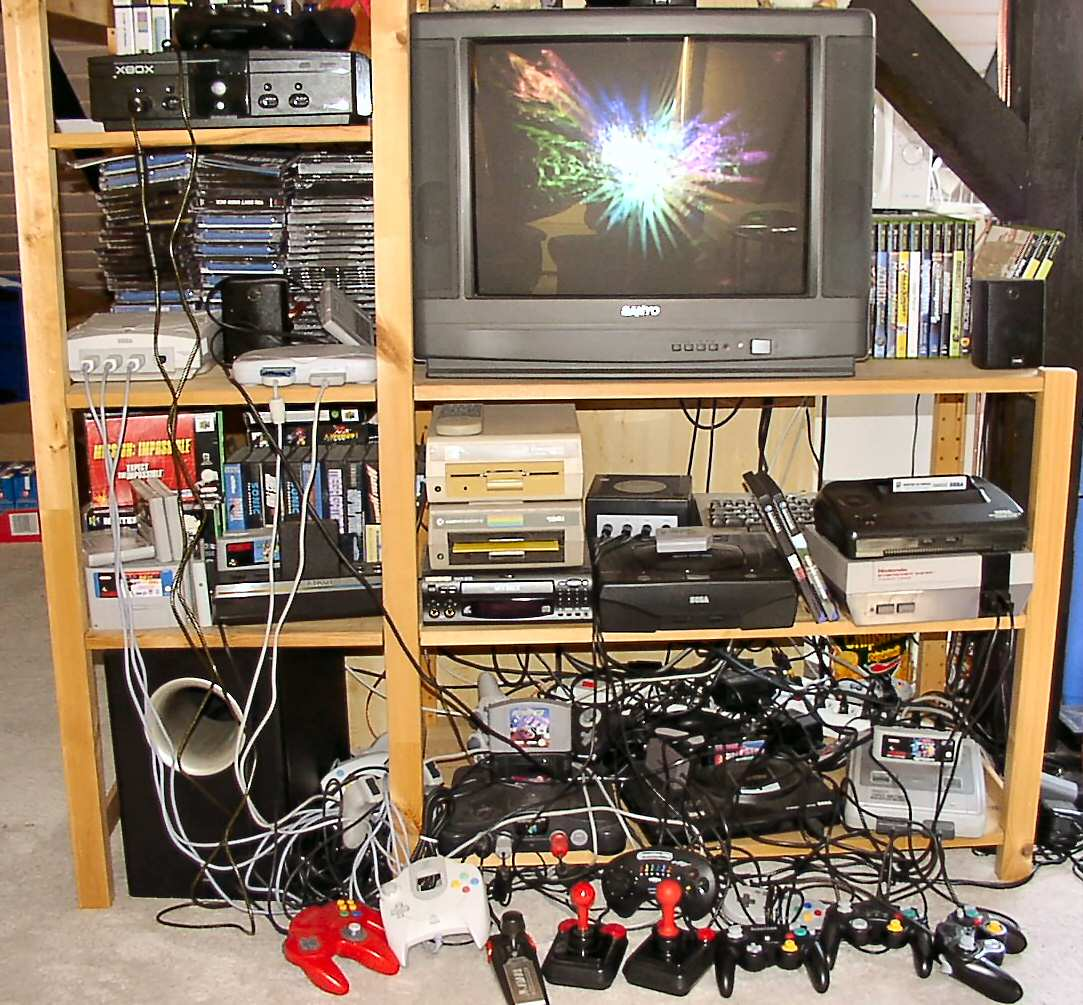

## Знищення
У результаті бомбардувань російських військ у березні 2022 року він був повністю зруйнований.